# Vatica flavovirens
Espèce
Classification phylogénétique
Statut de conservation UICN

 CR A1cd : 
En danger critique
 Vatica flavovirens est un arbre sempervirent endémique des Célèbes appartenant à la famille des Dipterocarpaceae.

## Répartition
Espèce restreinte aux colline du sud-est de Sulawesi.

## Préservation
Espèce menacée par la déforestation et l'exploitation forestière.